# نوکیا ۵۵۳۰ اکسپرس
نوکیا 5530 اکسپرس موزیک یک تلفن همراه هوشمند سری 5000 ساخت شرکت نوکیا می‎باشد که در 25 خرداد 1388 به بازار عرضه شده است. این گوشی در رده ی اکسپرس موزیکهای نوکیا قراردارد و یک گوشی تمام لمسی می‎باشد که از سیستم عامل سیمبیان ورژن 5 بهره می‎برد. این گوشی (5530) نمونه‎ی کوچک شده از مدل‎های نوکیا 5230 و  5800 می‎باشد که دارای اسپیکر استریو می‎باشد. اما مانند نوکیا 5800 از مکانیاب سخت‎افزاری (GPS) بهره‎مند نیست.